# Краснозёрская (порода гусей)
Краснозёрские гуси — порода домашних гусей, выведенная в Новосибирской области России.

## История
Краснозёрские гуси были выведены в закрытом акционерном обществе «Краснозёрское» при помощи сложного воспроизводительного скрещивания местных гусей с китайской, горьковской, линдовской и итальянской белой породами, после которого проводился целевой отбор по признакам продуктивности.
В 2003 году порода была занесена в Государственный реестр селекционных достижений. В 2005 году был получен патент на селекционное достижение.

## Описание
Среднего размера птицы с плотным оперением белого цвета и оранжевыми клювом и плюснами, на лбу имеется маленькая шишка. Имеют компактное телосложение. Голова средняя по размеру, цвет глаз коричневый. У гусей данной породы прямой клюв, большой длины прогнутая шея, выпуклая мускулистая грудь, средней длины крылья, которые крепко прилегают к телу. Хвост маленький, несколько приподнят. Длина ног средняя, между собой они широко расставлены. Пух структурно разветвлен.  Яйца краснозёрских гусей имеют белую скорлупу. Птицы данной породы хорошо приспособлены к климатическим условиям Сибири. 
| Живая масса                             | самцы — от 6,2 до 6,5 кг, самки от 5,2 до 5,4 кг (по данным БРЭ) самцы — от 6,5 до 7,5 кг, самки от 5,0 до 6,5 кг (по данным НГАУ) |
| Вес (возраст 9 недель)                  | гусаки — 4,15 кг, гусыни 3,08 |
| Яйценоскость                            | от 43 до 46 яиц массой от 155 до 160 граммов                                                                                       |
| Доля оплодотворённых яиц                | 85–90% |
| Процент вывода гусят                    | 65–70% |
| Убойный выход                           | от 84,2 до 87,5 % |
| Выход мышц                              | от 40,3 до 41 % |
| Выход пера и пуха                       | от 5,2 до 5,6 % |
| Затраты корма (при выращивании на мясо) | 3,5 кг на 1 кг прироста |
| Сохранность поголовья                   | 92—95 % |

## Распространение и использование
Краснозёрских гусей разводят на Дальнем Востоке и в западной части Сибири, много их в Новосибирской области и Алтайском крае. Порода — одна из наиболее популярных среди выведенных в России.
Гусей данной породы используют для получения мяса, пуха и пера.